# Lycenchelys camchatica
Lycenchelys camchatica is een straalvinnige vissensoort uit de familie van d puitalen (Zoarcidae). De wetenschappelijke naam van de soort is voor het eerst geldig gepubliceerd in 1912 door Gilbert & Burke.